# كيني بلانك
كيني بلانك (بالإنجليزية: Kenny Blank)‏ هو موسيقي ومونتير ومخرج وممثل أمريكي، ولد في 15 سبتمبر 1977 في نيويورك في الولايات المتحدة.

## أعمال

### مسلسلات
- حكايات جنجر

## وصلات خارجية
- كيني بلانك على موقع IMDb (الإنجليزية)
- كيني بلانك على موقع ألو سيني (الفرنسية)
- كيني بلانك على موقع أول موفي (الإنجليزية)
- كيني بلانك على موقع أول موفي (الإنجليزية)
- كيني بلانك على موقع قاعدة بيانات الأفلام السويدية (السويدية)
- كيني بلانك على موقع قاعدة بيانات الفيلم (الإنجليزية)
- كيني بلانك على موقع كينوبويسك (الروسية)